# Jacek Jendrej
Jacek Jendrej (né en 1989) est un mathématicien polonais.

## Biographie
Jendrej obtient son doctorat en 2016 sous la direction d'Yvan Martel et Frank Merle à l'Université Paris-Saclay avec sa thèse « Sur la dynamique d'équations des ondes avec non-linéarité énergie critique focalisante » puis il complète son habilitation en 2021 à l'Université Sorbonne Paris Nord avec une thèse intitulée "Dynamics of multi-solitons for wave equations". Il est chargé de recherche au Centre national de la recherche scientifique (CNRS).
Il est titulaire du cours Peccot au Collège de France en 2018–2019, avec Théorème du seuil et bulles en interaction pour l'équation wave maps critique 
En 2024, il reçoit le Prix de la Société mathématique européenne pour ses « preuves révolutionnaires de la conjecture de résolution du soliton et du problème de collision à deux solitons pour les cartes d'ondes équivariantes, développant de nouvelles approches utilisant des idées de la théorie des systèmes dynamiques pour décrire le comportement des solutions à proximité d'une configuration multi-soliton ».

## Publications (sélection)
- avec A. Lawrie : Two-bubble dynamics for threshold solutions to the wave maps equation. Invent. Math. 213, n° 3, 1249-1325 (2018).
- avec M. Kowalczyk, A. Lawrie : Dynamics of strongly interacting kink-antikink pairs for scalar fields on a line. Duke Math. J. 171, n° 18, 3643-3705 (2022).